# Margareta Pole
Margareta Pole je bila kći Georgea, vojvode od Clarencea i nećakinja kraljeva Eduarda IV. i Rikarda III. Margareta je bila jedna od dvije žene u Engleskoj iz 16. stoljeća koje su same po sebi bile plemkinje bez muža s naslovom. Jedna od rijetkih preživjelih članova dinastije Plantagenet nakon Ratova ruža, pogubljena je 1541. godine na naredbu Henrika VIII., sina njezine rođakinje Elizabete od Yorka. Dugo su ju smatrali pravom nasljednicom engleske krune, no svejedno je uživala milost tudorskih vladara.
Papa Lav XIII. proglasio ju je blaženom kao mučenica za Katoličku crkvu 29. prosinca 1886. godine.

## Život pod Eduardom IV.
Rodila se kao kći Đure, vojvode od Clarencea, i Izabele Neville, što Margaretu čini unukom grofa od Warwicka, zloglasnog Kraljotvorca. Njezin dotični djed Warwick ubijen je boreći se protiv Margaretinog strica Eduarda IV. u bitci kod Barneta. Njezin otac, već vojvoda od Clarencea, tada je postao grofom od Salisburyja i Warwicka.
Margaretina majka, Izabela, umrla je kad su joj bile tri godine, a njezin otac dao je ubiti dvije sluge za koje je mislio da su je otrovale. Đuro je kovao zavjere protiv svog brata i kralja, te je pogubljen zbog izdaje. Oduzeta mu je zemlja i titula.

## Život pod Rikardom III.
Eduard IV. je umro kada je Margareta imala deset godina. U braku s Anom Neville, Margaretinom tetu po majčinoj strani, stric Rikard je sam preuzeo prijestolje kao Rikard III.
Rikard III. poslao je djecu u Yorkshire. Međutim, kako nije uživao veliku popularnost, nakon dvije godine vladavine, na bojištu će biti pogubljen.

## Život pod Henrikom VII.
Njezinog ozloglašenog strica, posljednjeg kralja dinastije York, svrgnuo je s prijestolja zadnji preostali član dinastije Lancaster. Ubio ga je 1485. godine u bitci kod Boswortha Henrik Tudor, koji ga je naslijedio kao Henrik VII. Novi se kralj oženio Margaretinom rođakinjom Elizabetom od Yorka, kćeri Eduarda IV.
Margareta i njezin brat preuzeti su pod njihovu skrb. Ubrzo je mladi Eduard, potencijalni Yorkov pretendent na prijestolje, premješten u Londonski toranj. Eduard je nakratko javno prikazan u katedrali sv. Pavla.
Ubrzo nakon toga, vjerojatno u studenom 1487. godine, Henrik VII. je Margaretu vjenčao sa svojim rođakom, sir Richardom Poleom, čija je majka bila polusestra kraljeve majke Margarete Beaufort. 
Kad je Perkin Warbeck glumio pretpostavljeno mrtvog sina Eduarda IV., Rikarda od Shrewsburyja, 1. vojvode od Yorka, 1499. godine, Margaretin brat Eduard pogubljen je zbog sudjelovanja u zavjeri, što je bilo nemoguće.

### Odnos s Katarinom Aragonskom
Kad se Artur oženio s Katarinom Aragonskom, Margareta je postala jedna od njezinih dvorskih dama. Mlada Katarina, saznavši što se jadnoj Margareti sve izdogađalo zbog dinastijskih borbi njezinih rođaka i uloge njezinih roditelja u svemu tome, moli Margaretu za oprost. Njih dvije kasnije ustanove toplo prijateljstvo. Njegovale su zajedničku nadu da će im se djeca vjenčati i tako dodatno zacementirati veze između Tudora i Plantageneta.

### Udovištvo
Kada joj je muž umro 1505. godine, Margareta je postala udovica s petero djece, ograničenom količinom zemlje naslijeđenom od supruga, bez drugih prihoda i bez puno izgleda. Henrik VII. platio je pogreb njenog supruga. Da bi olakšala situaciju, Margareta je svog trećeg sina Reginalda Polea posvetila Crkvi, gdje je trebao imati sjajnu karijeru papinskog legata i kasnijeg nadbiskupa Canterburyja. Navodno je Reginald Pole svojoj majci gorko zamjerio njezino napuštanje. 
Margareta je, bez adekvatnih sredstava za uzdržavanje sebe i svoje djece, bila prisiljena živjeti u opatiji Syon među redovnicama Bridgettine nakon muževe smrti. Tamo je trebala ostati sve dok se nije vratila na milost pri usponu Henrika VIII. 1509. godine.

## Život pod vladavinom Henrika VIII.
Kada je Henrik VIII. 1509. godine preuzeo prijestolje, oženio je Katarinu Aragonsku koja je dotada bila namijenjena njegovom pokojnom bratu. Margareta je ponovno postala Katarinina dama na dvoru. 
Godine 1512., Parlament joj je vratio neke zemljišne posjede njezinog brata od Salisburyja za koje je platila 5000 maraka. Henrik VII. ih je nadzirao dok joj je brat bio u zatočeništvu, te ih preuzeo nakon njegovog suđenja. Isti akt je Margareti vratio Salisbury. Warwickova i Spencerova zemlja je ostala pod vlasništvom Krune.

### Reginald Pole
Godine 1513. Margareti je bilo 40 godina i bila je udovica već osam godina. Imala je nekoliko djece. Najdaroviti je bio Reginald Pole, koji je isto tako imao koristi od kraljeve velikodušnosti jer je Henrik organizirao iz vlastita džepa financirao dječakovo školovanje na Oxfordu. Mladi Reginald opravdao je povjerenje svoga kraljevskog zaštitnika stekavši počasnu diplomu sveučilišta poslije samo dvije godine studija.

### Guvernanta princeze Marije
Margareta je bila učena žena. Njezino je obrazovanje poštovala i kraljica koja će ju odabrati za guvernantu svoje kćeri Marije, znajući da je zbog brojnih vrlina izuzetno pogodna za tu ulogu 1520. godine. Kasnije će biti uklonjena, ali ponovno vraćena 1525. godine.
Kada je Marija proglašena nelegitimnim potomkom 1533. godine, Margareta je odbila vratiti Marijinu zlatnu pločicu i dragulje Henriku. Marijino kućanstvo se raspustilo te je Margareta tražila da služi Mariju o svom trošku, ali joj nije bilo dopušteno. Carski veleposlanik Eustace Chapuys predložio je dvije godine kasnije da se Marija preda Margareti, ali Henrik je to odbio nazvavši je "budalom, bez iskustva".

## Pad
Reginald Pole je 1531. upozorio na opasnosti kraljevog braka s Boleyn. Vratio se u Padovu 1532. godine i primio posljednju englesku pomoć u prosincu te godine. Chapuys je predložio caru Karlu V. da se Reginald oženi Marijom i kombinira njihove dinastijske pretenzije. Chapuys je također komunicirao s Reginaldom preko njegovog brata Geoffreyja. Reginald je na knjige koje mu je Henry poslao odgovorio vlastitim pamfletom, pro ecclesiasticae unitatis defensione ili de unitate, koji je poricao Henrikov stav o braku bratove supruge i poricao kraljevsku nadmoć. Reginald je također pozvao europske knezove da smjesta smjene Henrika. Henrik je napisao Margaret,i koja je pak sinu poslala pismo u kojem ga zamjera zbog njegove "ludosti". U svibnju 1536. godine Reginald je konačno i potpuno raskinuo s kraljem. Nakon što je Ana Boleyn uhićena i na kraju pogubljena, Margareta se smjela vratiti na dvor, iako nakratko.
Godine 1537. Reginald (još uvijek nije zaređen) imenovan je za kardinala. Papa Pavao III zadužio ga je za organizaciju pomoći za Hodočašće milosti (i srodnih pokreta), nastojanja da se organizira pohod na London kako bi se postavila konzervativna katolička vlada umjesto Henrikove, sve više protestantski nastrojene. Ni Franjo I. ni Car nisu podržali taj napor, a engleska vlada pokušala je organizirati atentat na njega. 1539. godine Reginald je poslan caru da organizira embargo protiv Engleske - vrsta protumjere na koju je i sam upozorio Henrika da je moguća.
U sklopu istraga o tzv. Exeterovoj zavjeri, Geoffrey Pole uhićen je u kolovozu 1538. Dopisivao se s Reginaldom. Geoffrey se obratio Thomasu Cromwellu, koji ga je uhitio i ispitao. Tijekom ispitivanja, Geoffrey je rekao da su njegov najstariji brat, lord Montagu i markiz bili stranke njegove prepiske s Reginaldom. Montagu, Exeter i Margareta uhićeni su u studenom 1538.
Margareta Pole, kako je sada bila oslovljena, držana je u londonskom Toweru dvije i pol godine. Nju, njezina unuka Henrika (sina vlastitog sina Henrikaa) i Exeterovog sina držao je zajedno i podržavao kralj. Prisustvovale su joj sluge i primile opsežnu potporu za odjeću u ožujku 1541. U međuvremenu je sam Cromwell pao iz milosti i bio pogubljen.

## Pogubljenje
U jutro 27. svibnja 1541. godine, Margareti je priopćeno da će umrijeti u roku od sat vremena. Odgovorila je da joj nije pripisan nijedan zločin. Ipak, iz ćelije su je odveli na mjesto unutar predjela Londonskog tornja gdje je, umjesto uobičajene skele, pripremljen niski drveni blok. Kako je bila plemenita roda, nije pogubljena ispred puka.
O njezinu pogubljenju preživjela su dva pisana izvještaja, obojica su bili očevici: Marillac, francuski veleposlanik; i Chapuys, veleposlanik Svetog Rimskog cara. 
Chapuys je napisao da je, "u početku, kad joj je bila obznanjena smrtna presuda, smatrala stvar vrlo čudnom, ne znajući za koji zločin je optužena, niti kako je osuđena" i to, budući da je glavni krvnik poslan na sjever kako bi se obračunala s pobunjenicima, smaknuće je izvela "bijedna i nakaradna mladež koja je doslovno sjeckala glavu i ramena na najžalosniji način".

Treći, apokrifni prikaz navodi da je Margareta odbila položiti glavu na blok, izjavivši: "Tako bi trebali učiniti izdajnici, a ja sam jedan od njih"; prema izvještaju, okrenula je glavu "na svaki način", uputivši krvnika da je, ako želi njezinu glavu, uzme kako može. Margareta je pokopana u kapeli sv. Petra ad Vinkule u sklopu Londonskog tornja. Njeni ostatci otkriveni su kada je kapela obnovljena 1876. godine.
Njezin sin, Reginald Pole, rekao je da se "nikada neće bojati nazvati se sinom mučenice".

## Zaostavština
Margareta Pole je od samog rođenja bila osuđena na smaknuće zbog svojih obiteljskih veza. Oličenje je tragičnog lika iz doba Ratova dviju ruža i ostataka dinastijskih borbi. Prolazila je kroz život okružena slavohlepnim, pohotnim, licemjernim i okrutnim ljudima. Vrlo rano je postala siroče, svjedočeći smrti svojih roditelja, tiraniji svojih stričeva te okrutnosti nove vladarske dinastije - Tudora. Iako se povezala s djecom svoje rođakinje Elizabete od Yorka, jedan od njih je naručio njezino ubojstvo.